# Pierrefitte-sur-Seine
Pierrefitte-sur-Seine és un municipi francès, situat al departament de Sena Saint-Denis i a la regió de l'Illa de França. L'any 1999 tenia 25.789 habitants.
Forma part del cantó d'Épinay-sur-Seine i del districte de Saint-Denis. I des del 2016, de la divisió Plaine Commune de la Metròpoli del Gran París.

## Fill predilecte
- Jean-Aimé Dolidier, sindicalista i resistent, presoner del camp de concentració de Neuengamme